# Ceratopemphigiella delhieinsis
Ceratopemphigiella delhieinsis är en insektsart. Ceratopemphigiella delhieinsis ingår i släktet Ceratopemphigiella och familjen långrörsbladlöss. Inga underarter finns listade i Catalogue of Life.